# 5′端帽
5′端帽（5′ cap）是在真核细胞和病毒信使核糖核酸（mRNA）的5′端经修饰後形成封闭的帽状结构（端帽），为双核苷酸端点。
5′加帽的過程對建立成熟的mRNA作轉譯非常重要。加帽確保了mRNA在蛋白質生物合成中進行轉譯的穩定性，並在細胞核中是高度調控的過程。

## 結構

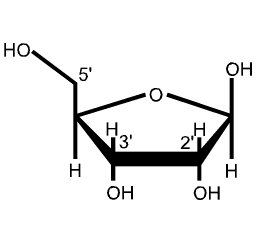
核酸糖結構顯示2′、3′及5′碳的位置

5′端帽是在mRNA分子的5′端，並且包含一個以不正常5′至5′三磷酸鹽鏈結著mRNA的鳥苷。
更多的修飾包括鳥苷的甲基化、及其他mRNA的5′端內頭兩個核酸糖的2′羥基的甲基化。兩個2′羥基的甲基化於圖內可見。
5′端帽的功能與RNA分子的3′端相似，但端帽核酸糖的5′碳是鏈接的，但3′端則不是的。這會提供足夠對核酸外切酶的抵抗。

## 加帽過程
加帽會是由RNA沒有修改的5′端開始。這會形成一個最後的核苷酸，而隨後附帶於5′碳的三個磷酸基。
1. 其中一個終結的磷酸基會由磷酸酶移除，留下兩個磷酸基。
2. 三磷酸鳥苷（GTP）會被鳥苷轉移酶加入磷酸基，並在過程中會失去本身的兩個磷酸基。這就會造成5′至5′三磷酸基鏈結。
3. 鳥苷會被甲基轉移酶所甲基化。
4. 其他甲基轉移酶會選擇性地將接近5′的核苷酸甲基化。

## 加帽目標
在轉錄前進行加帽所需的酶是與RNA聚合酶Ⅱ連結的。當新轉錄本的5′端進入酶時就會開始進行加帽，這種方式的加帽是要確保進行多聚腺苷酸化。
用作加帽的酶必須是與RNA聚合酶Ⅱ連結的，為要確保其對某一轉錄本（差不多就是mRNA）的獨有性。

## 功能
5′端帽有四個主要功能：
- 調控細胞核的輸出。細胞核輸出是由帽結合複合物（CBC）來調控，它只會與加帽的RNA結合。CBC接著會由核孔複合物所辨認及排出。
- 阻止因核酸外切酶造成的降解。mRNA因核酸外切酶造成的降解會被功能上類似3′端的5′端帽所阻止。mRNA的半衰期會因而上升，方便真核生物輸出所需的長時間。
- 促進轉譯。5′端帽亦是用作與核糖體及翻譯起始因子結合。CBC亦會涉及此過程，負責招聚起始因子。
- 促進除去5′近端內含子。這個過程的機制並不清楚，但5′端帽似乎會繞圈及與剪接體在剪接過程中互相作用，從而促進除去內含子。[4]

## 外部連結
- . PubMed Medical Subject Heading (MeSH). National Institutes of Health.   [2014-02-13]. （原始内容存档于2014-02-22）.
- . Bio-Synthesis, Inc.   [2014-02-13]. （原始内容存档于2014-02-22）.